# Elecciones federales de Centroamérica de 1834
Una vez finalizado el período constitucional de cuatro años de Francisco Morazán como presidente de Centroamérica, se convoca a nuevas elecciones el 2 de junio de 1834. Morazán había enfadado a las élites liberales con su decisión de trasladar la capital de la Federación de Guatemala a El Salvador por lo que sufría de gran impopularidad, y fue derrotado por el conservador José Cecilio del Valle. No obsyante, del Valle fallecería en el camino de su natal Honduras a Guatemala para ser juramentado, por lo que nuevas elecciones debieron convocarse para febrero de 1835.